# Luserna San Giovanni
Luserna San Giovanni é uma comuna italiana da região do Piemonte, província de Turim, com cerca de 7.867 habitantes. Estende-se por uma área de 17 km², tendo uma densidade populacional de 463 hab/km². Faz fronteira com Angrogna, Bricherasio, Torre Pellice, Bibiana, Lusernetta, Rorà, Bagnolo Piemonte (CN).

## Demografia
| Variação demográfica do município entre 1861 e 2011                               |
|                                                                                   |
| Fonte: Istituto Nazionale di Statistica (ISTAT) - Elaboração gráfica da Wikipedia |